# 1951 год в телевидении
Список 1951 год в телевидении описывает события в мире телевидения в 1951 году.

## События
- 22 марта — начала своё вещание «Центральная студия телевидения».
- 31 декабря — впервые театральный спектакль передан не в «живой» трансляции, а в записи на плёнку; это был фильм-спектакль «Правда — хорошо, а счастье лучше».

### Без точных дат
- В Киеве был открыт новый телецентр на Крещатике, 26, а на Малоподвальной улице — телевышка. На Украине было возобновлено вещание.

## Родились
- 3 мая — Татьяна Никитична Толстая, российская писательница, публицист и телеведущая («Школа злословия»), член жюри телепроекта «Минута славы».
- 5 июня — Юрий Павлович Вяземский, российский писатель, философ, телеведущий программы «Умницы и умники».